# Homobom
De homobom is de informele naam voor een nooit gemaakt chemisch wapen, dat in 1994 eventjes door de Verenigde Staten is overwogen. Het zou moeten bestaan uit een afroditische chemische stof die vijandige soldaten seksueel onweerstaanbaar voor elkaar zou maken, en zou leiden tot onderlinge homoseksuele gedragingen. Soldaten zouden dan wel wat anders aan hun hoofd hebben dan vechten.
Het idee was onderdeel van een voorstel opgesteld in 1994 door het US Air Force Wright Laboratory gevestigd te Ohio, en aangeboden aan het Pentagon onder de titel Harassing, Annoying, and 'Bad Guy' Identifying Chemicals. Het voorstel is boven water gehaald door het Sunshine project, gebruik makend van de Freedom of Information Act. Het projectvoorstel bevatte een begroting van 7.5 miljoen USD voor zes jaar ontwikkelingstijd.
Na de publicatie van het voorstel ontkende het Pentagon dat het voorstel ooit serieus was genomen, maar het Sunshine project heeft referenties aan het voorstel in officiële documenten gevonden die dateren uit 2000 en 2001.
Begin juni 2007 gaf het Pentagon toch toe dat ze hadden overwogen om geld in de ontwikkeling van dit chemische wapen te steken.